# Wierzbica (gromada w powiecie szydłowieckim)
Wierzbica – dawna gromada, czyli najmniejsza jednostka podziału terytorialnego Polskiej Rzeczypospolitej Ludowej w latach 1954–1972.
Gromady, z gromadzkimi radami narodowymi (GRN) jako organami władzy najniższego stopnia na wsi, funkcjonowały od reformy reorganizującej administrację wiejską przeprowadzonej jesienią 1954 do momentu ich zniesienia z dniem 1 stycznia 1973, tym samym wypierając organizację gminną w latach 1954–1972.
Gromadę Wierzbica siedzibą GRN w Wierzbicy utworzono – jako jedną z 8759 gromad na obszarze Polski – w powiecie radomskim w woj. kieleckim, na mocy uchwały nr 13i/54 WRN w Kielcach z dnia 29 września 1954. W skład jednostki weszły obszary dotychczasowych gromad Wierzbica i Rzeczków ze zniesionej gminy Wierzbica w tymże powiecie (czyli cała gmina Wierzbica).
1 października 1954 gromada weszła w skład nowo utworzonego powiatu szydłowieckiego w tymże województwie, gdzie ustalono dla niej 27 członków gromadzkiej rady narodowej.
Gromada przetrwała do końca 1972 roku, czyli do kolejnej reformy gminnej. 1 stycznia 1973 w powiecie szydłowieckim powstała obecna gmina Wierzbica, o zupełnie innym, dużo większym, obszarze niż zniesiona w 1954 roku gmina Wierzbica.